# Crkva Presvetog Trojstva u Sv. Nedelji
Crkva Presvetog Trojstva je rimokatolička crkva u mjestu Sveta Nedelja, zaštićeno kulturno dobro.

## Opis dobra
Crkva je smještena u središtu naselja. Građena je u razdoblju od 1768. do 1786. godine na temeljima gotičke crkve kao jednobrodna građevina četvrtaste osnove s užim svetištem zaključenim stiješnjenom apsidom sa sakristijom uz sjeverni zid te zvonikom južno od lađe, u ravnini glavnog pročelja. Prostor lađe i svetište presvođeni su češkom kapom. Vrijedni dijelovi inventara su glavni oltar Presvetog Trojstva te bočni oltari sv. Florijana i Žalosne Gospe. Crkva Presvetog Trojstva značajan je primjer kasnobaroknog dvoranskog tipa crkve s centralnim prostorom u okviru longitudinalnog koncepta.

## Zaštita
Pod oznakom Z-1459 zavedena je kao nepokretno kulturno dobro – pojedinačno, pravna statusa zaštićena kulturnog dobra, klasificirano kao "sakralna graditeljska baština".